# Stenar
Il monte Stenar con 2.244 m s.l.m. è una montagna della  Catena della Škrlatica delle Alpi Giulie. È situato nel comune di Kranjska Gora in Slovenia, nella regione dell'Alta Carniola all'interno del Parco nazionale del Tricorno.